# Compsodecta montana
Compsodecta montana är en spindelart som beskrevs av Arthur M. Chickering 1946. Compsodecta montana ingår i släktet Compsodecta och familjen hoppspindlar. Inga underarter finns listade i Catalogue of Life.